# Juan Trujillo
Juan Trujillo (3 de octubre de 1994) es un deportista colombiano que compite en judo. Ganó una medalla de oro en el Campeonato Panamericano de Judo de 2015 en la categoría de –55 kg.

## Palmarés internacional
| Campeonato Panamericano | Campeonato Panamericano | Campeonato Panamericano | Campeonato Panamericano |
| Año                     | Lugar                   | Medalla                 | Categoría               |
| ----------------------- | ----------------------- | ----------------------- | ----------------------- |
| 2015                    | Edmonton (Canadá)       | Medalla de oro          | –55 kg                  |